# D'coninck van Poortugael
D'coninck van Poortugael is een rijksmonumentaal gebouw in de binnenstad van de Nederlandse stad Utrecht.

## Beschrijving
Het bouwwerk heeft een hoge trapgevel en kruisvensters met halve luiken. Boven de vensters bevinden zich ontlastingsbogen die met natuurstenen blokken zijn versierd. In de voorgevel bevinden zich een gevelsteen met de huisnaam en een uitbeelding, wapenstenen en een jaartalsteen met de inscriptie 1619. Daarnaast bevinden zich in de voorgevel onder meer horizontale randen van natuursteen en pinakels.

## Bron
- Rijksdienst voor het Cultureel Erfgoed, D'coninck van Poortugael, Utrecht.
- Utrechts Gevelteken Fonds (red.), Voorstraat 14[dode link], in: Maandblad Oud-Utrecht 1984, blz. 163.